# Бонфа, Луис
Луис Флориану Бонфа́ (порт. Luiz Floriano Bonfá; 17 октября 1922 — 12 января 2001) — бразильский гитарист и композитор. Более всего известен как автор песни «Утро карнавала» из фильма «Чёрный Орфей» (1959).

## Биография
Луис Бонфа родился в Рио-де-Жанейро 17 ноября 1922 года в семье иммигранта из Италии. В детстве учился игре на академической гитаре. Начал сочинять музыку в 1940-е годы, с 1952 года выступал как сольный исполнитель. За свою жизнь Бонфа написал более 500 песен. Приобрёл международную известность после выхода в свет фильма «Чёрный Орфей» (1959; премия «Оскар» того же года), саундтрек к которому написал совместно с Антониу Карлосом Жобином.
Бонфа наиболее известен как автор песни «Manhã de carnaval» («Утро карнавала»). В ноябре 1962 года исполнил её дважды (во время знаменитого концерта, посвящённого босса-нове) в нью-йоркском Карнеги-холле. Песню исполняли на разных языках, существует несколько её англоязычных контрафактур, в том числе со стихами «A day in the life of a fool» (букв «День в жизни глупца», например, в исполнении Фрэнка Синатры). В англоязычном мире особенно популярной была интерпретация Перри Комо (под заголовком «Carnival», 1963). Массовая советская аудитория познакомилась со шлягером Бонфа во французской версии («La Chanson d’Orphée») в начале 1960-х годов; в 1964 году её записала (на французском) Эдита Пьеха. В 1960-е и 1970-е годы тема стала популярным джазовым стандартом, её обрабатывали Стэн Гетц, Чак Манджоне, Джерри Маллиган, Декстер Гордон и др. «Фламенкизированную» обработку песни неоднократно (с 1967, в ансамбле с разными музыкантами) записывал Пако де Лусия.
Бонфа записывался до 1990-х годов (в 1991 году выпустил диск «Волшебный Бонфа»).